# Parafia Niepokalanego Poczęcia Najświętszej Maryi Panny w Nowej Wsi Wielkiej
Parafia Niepokalanego Poczęcia Najświętszej Maryi Panny w Nowej Wsi Wielkiej – jedna z 9 parafii leżących w granicach dekanatu złotnickiego w archidiecezji gnieźnieńskiej. Erygowana w 1925 r.

## Historia
W latach 1867–1868 miejscowa gmina ewangelicka wybudowała w Nowej Wsi Wielkiej zbór ewangelicki w stylu neogotyckim. Na południowy wschód od kościoła wzniesiono tzw. pastorówkę. Ewangelicy stanowili wówczas przytłaczającą większość mieszkańców tego rejonu. W 1897 r. świątynię wyposażono w funkcjonujące do dziś organy.
Po włączeniu wsi do odrodzonej Rzeczypospolitej w 1920 r. zmieniły się stosunki ludnościowe i społeczne. Coraz większy wpływ w społeczności zyskiwali Polacy wyznania katolickiego. W związku z tym pojawiła się potrzeba powołania nowej parafii rzymskokatolickiej, co miało też znaczenie dla odwrócenia skutków germanizacji okolicznych terenów. 3 lipca 1925 r. arcybiskup metropolita gnieźnieński i poznański, prymas Polski kardynał Edmund Dalbor wydał dekret erygujący parafię pw. Niepokalanego Poczęcia Najświętszej Maryi Panny w Nowej Wsi Wielkiej, podówczas w dekanacie inowrocławskim, na obszarze wydzielonym i parafii Lisewo Kościelne i Pęchowo (obecnie dekanat złotnicki). Do nowej parafii należały z parafii Lisewskiej: Kaliska i Tarkowo Dolne, natomiast z parafii pęchowskiej: Nowa Wieś Wielka, Nowa Wioska, Dąbrowa Wielka, Dąbrowa Mała, obszar dworski i nadleśnictwo Leszyce i Dębinka, Leszyce-wieś, Dobromierz, Prądocin, Januszkowo Kujawskie i Dziemionna. Dekret wszedł w życie z dniem 1 sierpnia 1925 r.
Duże zasługi dla powołania parafii położył ówczesny proboszcz parafii lisewskiej ks. Maksymilian Arndt, który został pierwszym proboszczem w Nowej Wsi Wielkiej. Pierwszym zadaniem nowo erygowanej parafii było wybudowanie kaplicy i plebanii oraz założenie cmentarza. Pod budowę kaplicy zakupiono plac oraz starą kuźnię. Od 1 września 1929 r. proboszczem parafii został ks. Józef Janiszewski, który zorganizował życie religijne oraz wyposażył wybudowaną wcześniej kaplicę. W ołtarzu głównym umieszczono obraz Niepokalanej autorstwa artysty malarza Styki.
3 lutego 1930 r. do parafii przyłączono wieś Łażyn z parafii Brzoza-Przyłęki. 1 sierpnia 1933 r. proboszczem parafii został ks. Leon Zagórski, który podjął starania w celu budowy kościoła według projektu arch. Stefana Cybichowskiego. Plany przekreślił wybuch II wojny światowej. Hitlerowcy skonfiskowali materiały budowlane, a kaplicę zamienili na dom partii nazistowskiej. Ks. Zagórskiego wywieziono do obozu koncentracyjnego Dachau, gdzie zmarł. Na cmentarzu parafialnym w miejscu, w którym miał stanąć w przyszłości kościół parafialny dokonywano egzekucji na Polakach.
W marcu 1945 r. parafię objął ks. Jan Jarocki. Opuszczony zbór ewangelicki został przekazany dla potrzeb parafii katolickiej i 25 marca 1945 r. poświęcony. 1 lutego 1949 r. parafię nawiedził prymas Polski, kard. Stefan Wyszyński. 22 marca 1949 roku odbył się pogrzeb ekshumowanych zwłok ofiar hitleryzmu. W tym samym roku w złoconej ramie umieszczono w ołtarzu głównym obraz Maryi Niepokalanej autorstwa artysty malarza Olewińskiego z Bydgoszczy. Od 15 grudnia 1956 r. proboszczem został ks. Alfred Olkiewicz.
W 1967 r. nastąpił podział parafii w wyniku utworzenia samodzielnego ośrodka duszpasterskiego w Dąbrowie Wielkiej. Od 1978 r. funkcję proboszcza parafii w Dąbrowie Wielkiej połączono z funkcją proboszcza z Nowej Wsi Wielkiej.
W latach 1991–2005 odbywał się w parafii corocznie Festiwal Piosenki Religijnej „Serce Dzieciom”, którego celem było niesienie pomocy dzieciom potrzebującym. Z tej okazji goszczono wiele znanych zespołów muzycznych i piosenkarzy, m.in.: Gang Marcela, Stare Dobre Małżeństwo, Trebunie Tutki, Żuki, Eleni, Piotra Szczepanika, Halinę Frąckowiak, Jarosława Webera.
Od 1995 r., gdy kościół parafialny wpisano do rejestru zabytków, trwała renowacji świątyni. 29 kwietnia 2006 r. przy kościele posadzono „dąb Jana Pawła II”.

## Proboszczowie
Lista proboszczów w parafii:
1. ks. Maksymilian Arndt (1925–1929)
2. ks. Józef Janiszewski (1929–1933)
3. ks. Leon Zagórski (1933–1939) – zamordowany przez Niemców w obozie koncentracyjnym w Dachau[1].
4. ks. Jan Jarocki (1945–1956)
5. ks. Alfred Olkiewicz (1956–1993)
6. ks. Michał Stolarski

## Dokumenty
Księgi metrykalne:
- ochrzczonych od 1945 r.
- małżeństw od 1945 r.
- zmarłych od 1945 r.